# Parco nazionale naturale Las Hermosas
Il parco nazionale naturale Las Hermosas (in spagnolo Parque nacional natural Las Hermosas) si trova ubicato nella Cordigliera Centrale nella regione andina della Colombia. Si estende nei dipartimenti di Tolima (80%) e Valle del Cauca (il restante 20%) e comprende i comuni di Rioblanco, Planadas, Chaparral (nel dipartimento di Tolima) e Palmira, Buga, El Cerrito, Tuluá, Pradera (nel dipartimento di Valle del Cauca).
Il parco è delimitato dai fiumi Magdalena e Cauca e comprende al suo interno i fiumi Nima, Amaime, Tulua, Amoyá e Anamichú oltre a numerose lagune. Si trova a un'altitudine che va da 1.600 a 4.400 m s.l.m.; ha un clima temperato e una temperatura media di 24 °C alle quote più basse, mentre alle più alte il clima è freddo con una temperatura media di 4 °C.

## Flora e fauna
Il parco vanta diverse tipi di vegetazione, tra cui: Ceroxylon quindiuense, Podocarpus oleifolius, Aniba perutilis, Ocotea heterochroma, Chuquiraga jussieui, Passiflora tenerifensis, Juglans neotropica.
La fauna comprende una grande varietà di uccelli, mammiferi e rettili. Tra i mammiferi: l'orso dagli occhiali, il tapiro delle Ande, il coguaro, il gatto-tigre, i pudu (Pudu puda e Pudu mephistophiles) e il cervo dalla coda bianca. Nelle centinaia di laghi glaciali i pesci si cibano di alghe verdi, alghe azzurre e alghe unicellulari.